# Ameletopsis perscitus
Ameletopsis perscitus är en dagsländeart som först beskrevs av Eaton 1899.  Ameletopsis perscitus ingår i släktet Ameletopsis och familjen Ameletopsidae. Inga underarter finns listade i Catalogue of Life.